# Kuiaru
Kuiaru este o arie protejată (arie specială de conservare — SAC, sit de importanță comunitară — SCI) din Estonia întinsă pe o suprafață de 221,7 ha, integral pe uscat.

## Localizare
Centrul sitului Kuiaru este situat la coordonatele 58°29′22″N 24°43′37″E / 58.4894°N 24.7269°E.

## Înființare
Situl Kuiaru a fost declarat sit de importanță comunitară în aprilie 2004 pentru a proteja . Situl a fost protejat și ca arie specială de conservare în martie 2007.

## Biodiversitate
Situată în ecoregiunea boreală, aria protejată conține 2 habitate naturale: Taiga vestică, Păduri fino-scandinave bogate în ierburi cu Picea abies.
La baza desemnării sitului se află un număr nedeclarat de specii protejate:
Pe lângă speciile protejate, pe teritoriul sitului au mai fost identificate 4 specii de plante.